# Piper quehradense
Piper quehradense är en pepparväxtart som beskrevs av William Trelease. Piper quehradense ingår i släktet Piper och familjen pepparväxter. Inga underarter finns listade i Catalogue of Life.